# Lorde do Parlamento
A página Predefinição:Peerage/styles.css não tem conteúdo.
Um Lorde do Parlamento é um membro da mais baixa série do Pariato da Escócia, abaixo do visconde. A Escócia difere-se do resto do Reino Unido porque a série mais baixa de seu pariato não é barão. Na Escócia, "barão" se refere a um "barão feudal". Assim, um Lorde do Parlamento escocês equivale-se a um barão inglês.
Não há uma designação feminina para "Lorde do Parlamento", que é referido como Lorde X; enquanto que suas esposas são Lady X. Os filhos e as filhas dos Lordes do Parlamento possuem o título O Honorável ou A Honorável, enquanto que o seu herdeiro aparente é "O Mestre de [nome do pariato]". Caso não haja um herdeiro homem, a filha será "A Senhora de [nome do pariato]".
A criação dos Senhorios do Parlamento cessou-se em 1707, quando a Escócia e a Inglaterra combinaram-se para originar o Reino da Grã-Bretanha. Assim, os parlamentares foram juntados.
Alternativamente, um Lorde do Parlamento pode se referir a qualquer membro da Câmara dos Lordes.